# Nuncia inopinata
Nuncia inopinata är en spindeldjursart som beskrevs av Forster 1954. Nuncia inopinata ingår i släktet Nuncia och familjen Triaenonychidae. Inga underarter finns listade i Catalogue of Life.